# Carios naomiae
Carios naomiae är en fästingart som beskrevs av de la Cruz 1978. Carios naomiae ingår i släktet Carios och familjen mjuka fästingar.
Artens utbredningsområde är Kuba. Inga underarter finns listade.